# Апасео-эль-Гранде
Апасео-эль-Гранде (исп. Apaseo el Grande) — город и административный центр одноимённого муниципалитета в мексиканском штате Гуанахуато. Численность населения, по данным переписи 2010 года, составила 26 121 человек.

## Общие сведения
Название Apaseo с языка пурепеча можно перевести как «место обитания опоссумов». El Grande с испанского языка можно перевести как великий.
Первое упоминание о поселении относится к 1525 году, когда он был завоёван испанскими колонизаторами.